# Ismael Páez
Ismael Páez (* 19. September 1950) ist ein mexikanischer Poolbillardspieler.

## Karriere
Im September 1998 gewann Ismael Páez durch einen Finalsieg gegen den Deutschen Bernd Jahnke die Spain Open und war damit nach Francisco Bustamante der zweite nicht-europäische Spieler, der ein Euro-Tour-Turnier gewann. Einen Monat später belegte Páez bei der 9-Ball-Weltmeisterschaft den 17. Platz. Im Juli 2000 erreichte er das Finale der 9-Ball-WM und unterlag dort dem Taiwaner Chao Fong-Pang mit 6:17. Im August 2000 erreichte er das Achtelfinale des World Pool Masters. 9-Ball-WM 2001 schied er in der Runde der letzten 64 gegen den Schweizer Dimitri Jungo aus. Im Mai 2002 belegte Páez beim IBC Nanki Classic den neunten Platz. Im Juli 2004 nahm er zum bislang letzten Mal an der 9-Ball-WM teil und schied dort in der Vorrunde aus.